# Eriocaulales
Eriocaulales Nakai, 1930 è un ordine appartenente alla sottoclasse delle Commelinidae.

## Descrizione
Le piante di questo ordine sono piante erbacee che crescono a ciuffi e hanno foglia tipica dell'erba.
Esse possiedono fiori poco appariscenti, che sono però raggruppati in piccoli ammassi spesso molto vistosi; assomigliano così allo pseudanthium del girasole.
I fiori delle teste possono essere sia maschio sia femmina.

## Distribuzione e habitat
Queste piante erbacee sono presenti principalmente nelle regioni tropicali e subtropicali, in particolare in America Meridionale.
Crescono in ambienti acquatici e palustri.

## Tassonomia
Il sistema Cronquist (1981) posiziona questo ordine nella sottoclasse Commelinidae e vi assegna l'unica famiglia Eriocaulaceae.
Il sistema di classificazione APG II non contempla questo ordine e ne assegna le piante all'ordine Poales.